# Parathion
Parathion, hay parathion-ethyl hoặc diethyl parathion (tại Việt Nam được biết đến nhiều dưới tên gọi Thiophos), là một hợp chất phosphat hữu cơ. Nó là một thuốc trừ sâu và thuốc trừ ve bét rất mạnh. Nguyên ban đầu nó được IG Farben phát triển trong thập niên 1940. Nó cực độc với nhiều sinh vật, bao gồm cả người. Việc sử dụng parathion bị cấm hay hạn chế tại nhiều quốc gia, và đã có những đề xuất cấm sử dụng nó tuyệt đối. Hóa chất có quan hệ gần với nó là methyl parathion (Wofatox).

## Tên khác[1][2]
- AAT
- AATP
- ACC 3422®
- Alkron®
- Alleron
- American Cyanamid 3422
- Aphamite®
- Aralo
- BAY 1605
- Bayer E-605
- Bladan F
- Bladan®
- Diethyl 4-nitrophenyl phosphorothioate
- Diethyl parathion
- Diethyl p-nitrophenyl phosphorothionate
- Diethyl p-nitrophenyl thionophosphate
- DNTP®
- DNTP Mixture
- E 605®
- E 605F
- E 605FT20
- Ecatox 20
- Ekatox
- Ekatox 20
- ENT 15108
- Ethyl parathion
- Ethylparathion
- Ethyl parathion®
- Etilon®
- Folidol
- Folidol®
- Folidol E
- Folidol E-605
- Folidol oil
- Fosferno®
- Fostox
- Galpar
- Gearphos
- Lirothion
- NA 2783
- Niran®
- Nitrostigmine
- NIUIF 100
- Nourithion
- NSC 8933
- O,O-Diethyl O-(4-nitrophenyl) phosphorothioate
- O,O-Diethyl O-(p-nitrophenyl) phosphorothioate
- O,O-Diethyl O-p-nitrophenyl thiophosphate
- O,O-Diethyl-O-(4-nitrophenyl)phosphorothioate
- Oleofos 20
- Oleoparathene
- Oleoparathion
- Orthophos®
- Pacol
- Paramar 50
- Paraphos
- Parathene
- Parathion
- Parathion [Phosphorothioic acid, O,O-diethyl-O-(4-nitrophenyl)ester]
- Parathion A
- Parathion-ethyl
- Paration
- Penncap E
- Phosphorothioic acid O,O-diethyl O-(4-nitrophenyl)ester
- Phosphorothioic acid, O,O-diethyl O-(4-nitrophenyl) ester
- Phosphorothioic acid, O,O-diethyl O-(p-nitrophenyl) ester
- Phosphorothioic acid, O,O-diethyl O-(p-nitrophenyl)ester
- RB
- Rhodiasol
- Rhodiatox
- Selephos
- Super Rodiatox
- Thiomex
- Thiophos
- Thiophos 3422
- UN 3018
- Vitrex

## Lịch sử

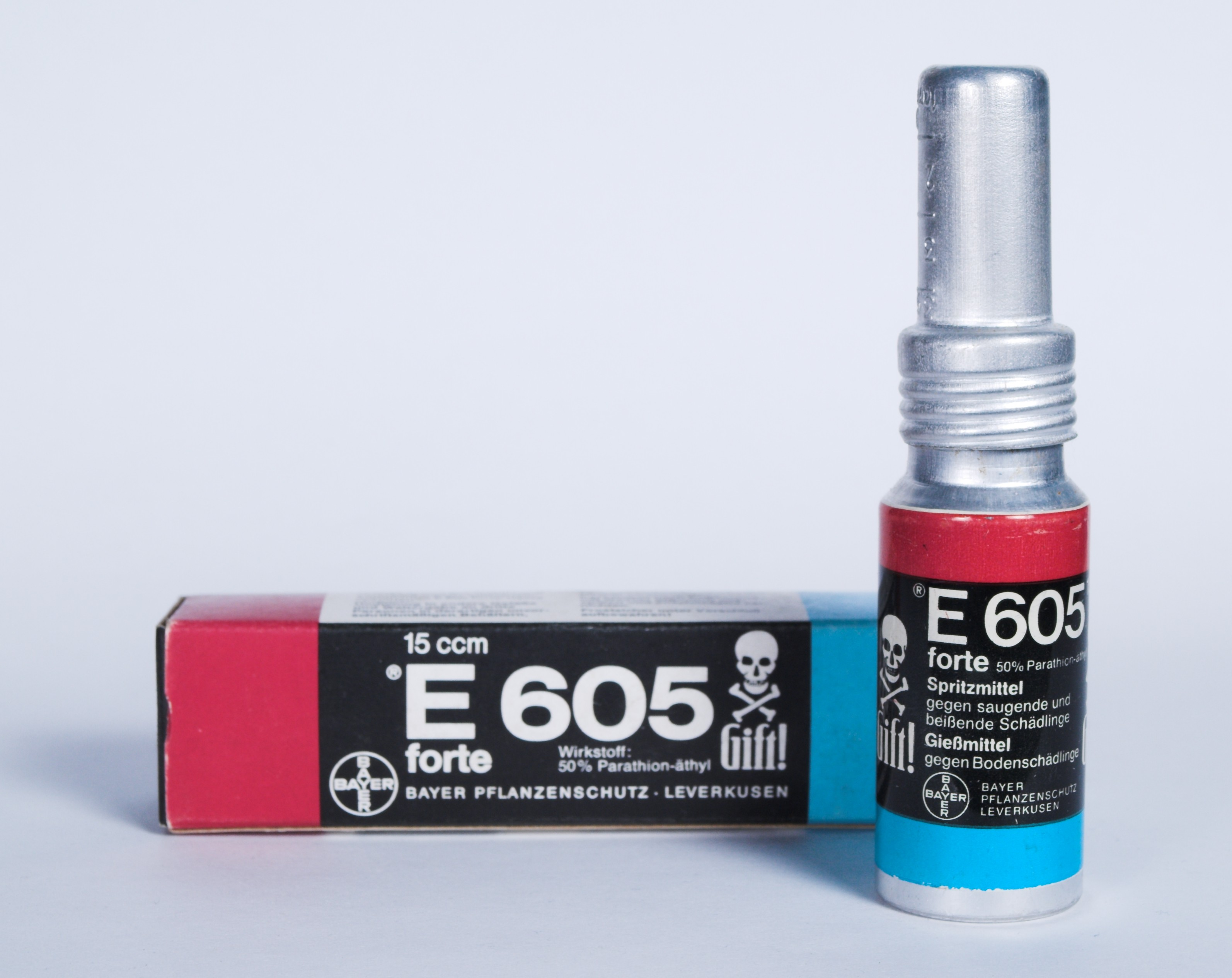
Lọ đựng Thiophos (E605).

Parathion do Gerhard Schrader phát triển cho tổ hợp công nghiệp hóa chất của Đức là hãng IG Farben vào thập niên 1940. Sau chiến tranh và sụp đổ của IG Farben do các vụ xử tội phạm chiến tranh, các nước đồng minh phương Tây đã chiếm lấy bằng sáng chế, và parathion được các công ty khác nhau tiếp thị trên khắp thế giới dưới các nhãn hiệu khác nhau. Nhãn hiệu phổ biến nhất tại Đức từng là E605 (bị cấm tại Đức sau năm 2002); nó không phải là một phụ gia thực phẩm theo "số E" như được sử dụng tại châu Âu ngày nay. "E" trong tên gọi E605 là viết tắt của Entwicklungsnummer trong tiếng Đức để chỉ "số phát triển").

## Tính chất
Khi ở dạng tinh khiết, parathion là chất rắn kết tinh màu trắng, tuy nhiên nó thường được phân phối ở dạng chất lỏng màu nâu có mùi như trứng thối hay mùi tỏi. Thuốc trừ sâu này là khá bền vững, mặc dù trở thành sẫm màu khi bị phơi dưới ánh sáng.

## Tổng hợp công nghiệp
Parathion được tổng hợp từ axit diethyl dithiophosphorric (C2H5O)2PS2H, là chất thu được từ xử lý P4S10 bằng ethanol (methanol được dùng khi điều chế methyl parathion). Axit diethyl dithiophosphorric được clo hóa để sinh ra diethylthiophosphorryl chloride, chất này sau đó được xử lý bằng natri 4-nitrophenolat (muối natri của 4-nitrophenol).
2 (C2H5O)2P(S)SH + 3 Cl2 → 2 (C2H5O)2P(S)Cl + S2Cl2 + 2 HCl
(C2H5O)2P(S)Cl + NaOC6H4NO2 → (C2H5O)2P(S)OC6H4NO2 + NaCl

## Ứng dụng
Là một loại thuốc trừ dịch hại, parathion nói chung được sử dụng bằng cách phun/xịt. Nó thường được sử dụng cho bông, lúa và cây ăn quả. Nồng độ của dung dịch để dùng ngay thường là 0,05 tới 0,1%. Hóa chất này bị cấm sử dụng đối với nhiều loại cây cung cấp lương thực.

## Khả năng diệt trừ sâu bọ
Parathion tác động lên enzym acetylcholinesterase, nhưng không trực tiếp. Sau khi sâu bọ nuốt phải (và cả con người do bất cẩn), parathion bị oxy hóa bởi các oxidase để tạo ra paraoxon, thay thế lưu huỳnh liên kết đôi bằng oxy.
(C2H5O)2P(S)OC6H4NO2 + 1/2 O2 → (C2H5O)2P(O)OC6H4NO2 + S
Este phosphat có tính hoạt hóa cao hơn trong các sinh vật so với este phosphorrothiolat, do các nguyên tử phosphor trở nên âm điện hơn.

## Phân hủy
Sự phân hủy parathion tạo ra các sản phẩm có độ hòa tan trong nước cao hơn. Quá trình thủy phân khử hoạt tính của phân tử xảy ra tại liên kết aryl este tạo ra diethyl thiophosphat và 4-nitrophenol.
(C2H5O)2P(S)OC6H4NO2 + H2O → HOC6H4NO2 + (C2H5O)2P(S)OH
Sự phân hủy xảy ra trong các điều kiện kị khí thì lại khác. Nhóm nitro trên parathion bị khử thành amin.
(C2H5O)2P(S)OC6H4NO2 + 6 H → (C2H5O)2P(S)OC6H4NH2 + 2 H2O

## An toàn
Parathion là một chất ức chế cholinesterase. Nói chung nó phá vỡ hệ thần kinh bằng cách ức chế acetylcholinesterase. Nó được hấp thụ qua da, màng nhầy và theo đường miệng. Parathion đã hấp thụ nhanh chóng bị chuyển hóa thành paraoxon, như mô tả trên đây. Phơi nhiễm paraoxon có thể gây ra đau đầu, co giật, suy giảm thị lực, nôn mửa, đau bụng, tiêu chảy nặng, hôn mê, run rẩy, khó thở, và cuối cùng là phù phổi cũng như ngừng thở. Các triệu chứng ngộ độc kéo dài trong một khoảng thời gian đôi khi tới vài tháng. Thuốc giải độc phổ biến nhất và đặc hiệu là atropin, với liều dùng lên tới 100 mg mỗi ngày. Do atropin cũng có thể gây độc, người ta khuyến cáo nên sử dụng thường xuyên các liều nhỏ trong điều trị. Nếu ngộ độc ở người được phát hiện sớm và xử lý nhanh (atropin và hô hấp nhân tạo) thì tỷ lệ tử vong không cao. Sự thiếu hụt oxy sẽ dẫn tới thiếu oxy não và tổn thương não vĩnh viễn. Bệnh thần kinh ngoại vi bao gồm cả bại liệt được ghi nhận do các di chứng muộn hơn sau hồi phục từ ngộ độc cấp tính. Parathion cũng từng được dùng để tự vẫn hay đầu độc người khác có chủ định. Nó được biết đến như là "Schwiegermuttergift" (thuốc độc cho mẹ vợ/chồng) trong tiếng Đức. Vì lý do này, phần lớn các công thức điều chế đều chứa một loại thuốc nhuộm màu xanh để cảnh báo.
Parathion từng được sử dụng như một loại vũ khí hóa học, đáng chú ý nhất là do Selous Scouts thực hiện trong Chiến tranh du kích Rhodesia.
Dựa trên các nghiên cứu trên cơ thể động vật, parathion được Cục Bảo vệ Môi trường Hoa Kỳ coi là chất có khả năng gây ung thư ở người. Các nghiên cứu chỉ ra rằng parathion độc hại với thai nhi, nhưng không gây ra các dị tật sơ sinh.
Parathion được phân loại là chất gây ô nhiễm hữu cơ bền vững (POP) của Chương trình Môi trường Liên hiệp quốc (UNEP) và lớp độc tính "Ia, Extremely Hazardous" (Ia. Cực kỳ Nguy hiểm) của Tổ chức Y tế Thế giới (WHO).
Parathion rất độc đối với ong, cá, chim và các dạng sự sống hoang dã khác. Parathion có thể được thay thế bằng nhiều loại thuốc trừ sâu an toàn hơn và ít độc hại hơn (bao gồm các phosphat hữu cơ, cacbamat ít độc hại, hoặc bằng các pyrethroid tổng hợp).

### Bảo vệ chống ngộ độc
Người làm việc/tiếp xúc với parathion phải có các trang thiết bị bảo hộ lao động tối thiểu như găng tay, khẩu trang lọc khí hay mặt nạ phòng độc, quần áo bảo hộ lao động. An toàn công nghiệp trong quá trình sản xuất đòi hỏi sự thông gió đặc biệt và đo đạc liên tục chỉ số ô nhiễm không khí nhằm đảm bảo không vượt quá mức phơi nhiễm được phép (PEL), cũng như chú ý đặc biệt tới vệ sinh cá nhân. Phân tích thường xuyên độ hoạt động của acetylcholinesterase trong huyết thanh của người lao động cũng mang lại lợi ích liên quan tới an toàn nghề nghiệp, do tác động của parathion có tính tích lũy. Nếu một phần của cơ thể bị ô nhiễm/tiếp xúc với parathion thì khu vực bị ô nhiễm này phải được loại tẩy rửa kỹ càng ngay lập tức. Ngoài ra, atropin được sử dụng như là thuốc giải độc đặc hiệu.

## Đề xuất cấm
Theo tổ chức phi chính phủ Pesticide Action Network (PAN), parathion là một trong các loại thuốc trừ dịch hại nguy hiểm nhất. Tổ chức này cũng liệt kê parathion như là 'bad actor chemical'. Chỉ tính riêng tại Hoa Kỳ đã có trên 650 nông dân bị ngộ độc kể từ năm 1966, trong đó 100 người tử vong. Tại các quốc gia kém phát triển thì có lẽ còn có nhiều người bị ngộ độc tới mức tử vong/không tử vong hơn. Tổ chức Y tế Thế giới, PAN và nhiều tổ chức môi trường khác đã đề xuất một lệnh cấm chung toàn cầu. Hiện tại, việc sử dụng parathion bị cấm hoặc hạn chế tại 23 quốc gia và việc nhập khẩu hóa chất này là phạm luật tại 50 quốc gia.